# Al Di Meola
Al Laurence Di Meola (Jersey City, NJ, 22 de Julho de 1954) é um guitarrista dos Estados Unidos.
Em 1971 ingressou no Berklee College of Music em Boston, Massachusetts.  Em 1974 juntou-se à banda de Chick Corea, Return to Forever, com a qual tocou até à sua dissolução em 1976.
Meola dedicou-se à exploração de uma grande variedade de estilos, notando-se sobretudo os seus trabalhos de fusão influenciados pela música latina.  Por quatro vezes foi considerado o melhor guitarrista do mundo pela revista Guitar Player Magazine
A somar à sua profícua carreira solo, envolveu-se em diversas colaborações, donde se destacam Stanley Clarke, Jean-Luc Ponty, John McLaughlin e Paco de Lucía

## Discografia

### Solo
1. Land of the Midnight Sun (1976)
2. Elegant Gypsy (1977)
3. Casino (1978)
4. Splendido Hotel (1980)
5. Electric Rendezvous (1982)
6. Tour De Force (1982) – ao vivo
7. Scenario (1983)
8. Cielo e Terra (1985)
9. Soaring Through a Dream (1985)
10. Tirami Su (1987)
11. World Sinfonia (1990)
12. Kiss My Axe (1991)
13. World Sinfonia II - Heart of the Immigrants (1993)
14. Orange and Blue (1994)
15. Al Di Meola Play Piazzolla (1996)
16. The Infinite Desire (1998)
17. Winter Nights (1999)
18. Flesh on Flesh (2002)
19. Al Di Meola Revisited (2003)
20. Consequence of Chaos (2006)
21. Diabolic Inventions and Seduction (2007)
22. Pursuit of Radical Rhapsody (2011)

### Colaborações
1. Friday Night in San Francisco (1981) com John McLaughlin e Paco de Lucía
2. Passion, Grace & Fire (1983) com John McLaughlin e Paco de Lucía
3. Rite Of Strings (1996) com Stanley Clarke e Jean-Luc Ponty
4. The Guitar Trio (1996) com John McLaughlin e Paco de Lucía
5. Cosmopolitan Life (2005) - com Leonid Agutin